# Игрушки маленького Вальтера
«Игрушки маленького Вальтера» (нем. Walterchens Spielsachen) — картина немецкого художника Августа Макке, написанная в 1912 году. В настоящее время находится в Штеделевском художественном институте (Франкфурт-на-Майне).

## История создания
С картиной «Игрушки маленького Вальтера» увлечение Макке фовизмом переживает свой последний всплеск, в этой работе художник достигает особенной естественности и выразительности живописного высказывания. Большая часть произведений, созданных Макке с середины 1912 года, посвящена его семье и домашней жизни.
Старший сын Августа Макке и его жены Элизабет, Вальтер, появился на свет 13 апреля 1910 года, во время их пребывания на Тегернзее. Сам Вальтер не единожды был запечатлён отцом в картинах и рисунках, на этот раз Макке пишет натюрморт с игрушками сына.

## Описание
В углу комнаты стоят игрушечные фигурки кролика и морской свинки, матрёшка, в стороне лежат два мяча. Немного в глубине расположен цветочный горшок. На первом плане, в правом углу картины, виден кусок красного узорчатого ковра.
Изобразительные приёмы, взятые на вооружение Макке, — работа с простыми формами и уплощение объёмов — как нельзя более созвучны простодушному, чистому детскому восприятию. Эффект плоскостного изображения усиливается чёрным контуром, очерчивающим абрисы предметов и даже теней, которые они отбрасывают.
Предметы расположены в кажущемся беспорядке, что придаёт картине жизненность. Каждую из игрушек можно рассмотреть, они не заслоняют друг друга. Контрастные цвета и чередование различных геометрических форм делают натюрморт особенно выразительным. Композиция уравновешивается продуманными гармоничными сочетаниями красного и зелёного разных оттенков с вкраплениями пятен и линий ахроматических цветов — белого и чёрного. Сияющим мазкам жёлтого цвета, нанесённым почти сухой кистью на стены и пол, отвечает тёмно-синяя нижняя часть матрёшки. Художник комбинирует большие цветовые плоскости и малые формы предметов, составляющих натюрморт, — рукотворных и природных.
Дальнейшее развитие творчества Макке, в котором, со времени Тегернзее, было сильно влияние Матисса, шло, вероятно, в диалоге с Габриеле Мюнтер и, возможно, под впечатлением от работ Алексея Явленского. С картинами последнего Макке познакомился в 1911 году, в Бонне и Мурнау. Явленский к тому времени уже был увлечён идеей синтеза внешних впечатлений и внутренних переживаний художника, выражаемого в картине через гармонию всех элементов композиции, возможностью цветом раскрыть внутренний смысл вещей. Для его живописи того времени характерна ограниченная цветовая палитра и упрощение форм.